# Betty Ong
Betty Ann Ong (5. februar 1956 – 11. september 2001) var en amerikansk stewardesse på Flight 11, der ved terrorangrebet den 11. september 2001 ramte det nordlige tårn i World Trade Center. Betty Ong handlede imod, hvad hun havde lært, og ringede og fortalte om, at flyet var blevet kapret. Hun var den første, der informerede USA om ulykken. Hun var også blandt de første ofre.